# Млечният път (филм)
Вижте пояснителната страница за други значения на Млечният път.
„Млечният път“ (на френски: La Voie lactée) е френско-италиански сатиричен филм от 1969 година, трагикомедия, режисирана от Луис Бунюел. Автори на сценария са Бунюел и Жан-Клод Кариер, а главните роли се изпълняват от Пол Франкьор и Лоран Терзиеф. По-късно Бунюел определя „Млечният път“ като първа част на своеобразна трилогия, включваща още „Дискретният чар на буржоазията“ и „Призракът на свободата“ и посветена на „търсенето на истината“.

## Сюжет
В основата на сюжета са двама мъже, Пиер (Пол Франкьор) и Жан (Лоран Терзиеф), които пътуват от Париж към Сантяго де Компостела по стария поклоннически Път на Сантяго, като срещат въплъщения на различни съществували в миналото ереси. Едно от старите имена на галактиката Млечен път е Път на Сантяго, тъй като нейното положение в небето е използвано от поклонниците за ориентиране – оттам идва и заглавието на филма.
Макар основният сюжет на филма да протича в XX век, двамата главни герои често попадат на хора с облекло от различни исторически периоди или на отдавна отминали исторически събития, включително на сцени от живота на Исус Христос. Обикновено тези срещи са свързани с разговори или спорове за различни католически доктрини или ереси, които се стремят да демонстрират абсурдността на абсолютизиращи твърдения по отвлечени въпроси. Двете най-пространно разгледани ереси са присцилианството и янсенизма.

## В ролите
| Изпълнител      | Роля                    |
| --------------- | ----------------------- |
| Лоран Терзиеф   | Жан                     |
| Пол Франкьор    | Пиер                    |
| Ален Кюни       | Човекът с мантията      |
| Делфин Сериг    | Проститутка             |
| Едит Скоб       | Дева Мария              |
| Бернар Верлей   | Исус                    |
| Жорж Маршал     | Йезуит                  |
| Жан Пиа         | Граф                    |
| Жан-Клод Кариер | присциллианист          |
| Жулиен Берто    | Ришар, главен сервитьор |
| Мишел Пиколи    | Маркиз дьо Сад          |
| Клаудио Брук    | Епископът               |
| Кристин Симон   | Тереза                  |
| Пиер Клементи   | Ангел на смъртта        |
| Клод Сервал     | Бригадир                |
| Жюлиен Гийомар  | Свещеник                |
| Муни            | Майка                   |